# Jur Hronec
Jur Hronec (Gócs, 1881. május 17. – Pozsony, 1959. december 1.) szlovák matematikus, egyetemi oktató.

## Tanulmányai
1881. május 17-én született Gócson a Rozsnyói járásban, édesapja Ondrej Hronec, édesanyja Zuzana Pribéková. Szerény körülmények között nőtt fel, a rozsnyói gimnázium elvégzése után Kolozsváron tanult matematikát és fizikát Schlesinger Lajos pártfogása alatt.
Az egyetem után a késmárki evangélikus líceumban helyezkedett el, itt 1906 és 1922 között tanított, közben rövidebb tanulmányi utakat tett külföldön. 1908 és 1914 között megfordult Göttingenben, Giessenben, Berlinben, Svájcban és Párizsban is, 1922–1923-ban Prágában, Göttingenben és Giessenben tanult. Doktori munkáját, amely differenciálegyenletekkel foglalkozott, 1912-ben védte meg Giessenben Schlesinger irányításával.

## Pályafutása
1923-ban habilitált a prágai Károly Egyetemen. 1924-től 1939-ig Brnóban tanított a Cseh Műszaki Főiskolán. Itt ismerte fel a matematika fontosságát a természettudományok és műszaki tudományok számára, kutatása is műszaki problémákkal foglalkozott, elsősorban a differenciálegyenletek alkalmazásával. Általánosította Lazarus Immanuel Fuchs munkáját a lineáris differenciálegyenletek területén. Munkája során több főiskolai tankönyvet írt, publikált hazai és nemzetközi konferenciákon. Állandó kapcsolatban volt külföldi és cseh matematikusokkal.
Hronec jelentős mértékben kivette a részét a szlovákiai műszaki és természettudományi főiskolák létrejöttében. 1936-ban ő kezdeményezte a szlovák főiskolák létrehozásáért alakult csoportosulást, ennek alakuló ülésén elnöknek választották. Tevékenységüknek köszönhetően 1937 júniusában törvény született a  Kassai Állami Műszaki Dr. Milan Rastislav Štefánik Főiskola létrehozásáról. Jur Hronecet 1938. augusztus 4-én az alakuló főiskola rektorává választották. Miután az első bécsi döntés értelmében Kassa Magyarországhoz került, a főiskola először Eperjesre, majd Turócszentmártonba és végül Pozsonyba költözött (a mai Szlovák Műszaki Egyetem elődje). 1940-ben aktívan tett a Szlovák Egyetem Természettudományi Karának, valamint a Pozsonyi Üzleti Főiskola létrehozásáért, utóbbinak 1942-ig első rektora. 1946-ban a kassai Mezőgazdasági és Erdészmérnöki Főiskola alapítóbizottságának elnöke, emellett pedig lerakja a Szlovák Egyetem Pedagógiai Karának alapjait (1946 és 1948 között dékán).
Ezt követően hosszú ideig a Comenius Egyetemen működő matematikai tanszék vezetője. 1953-ban a Szlovák Tudományos Akadémia tagja lesz. Igazgatói szerepet töltött be továbbá a Matica slovenská-ban (1945–1954) és a pozsonyi Szlovák Múzeumban. Sokat tett a középiskolai matematikaoktatásért, kollégáival versenyeket rendeztek a diákok számára.
Jur Hronec 1959. december 1-jén halt meg Pozsonyban, Gócson helyezték örök nyugalomra.

## Emlékezete
1959-ben ő lett a Csehszlovák Matematikusok és Fizikusok Szövetségének első tiszteletbeli tagja. 1962-ben in memoriam ítélték neki a Jan Amos Komenský aranyérmet. 1971-ben Gócson emlékszobája nyílt, 1981 óta emléktáblája áll a Comenius Egyetem Matematika, Fizika és Informatika Karának épületén. Pozsonyban gimnázium  és kollégium, Rozsnyóban pedig általános iskola viseli a nevét.